# Ceremonia pogrzebowa

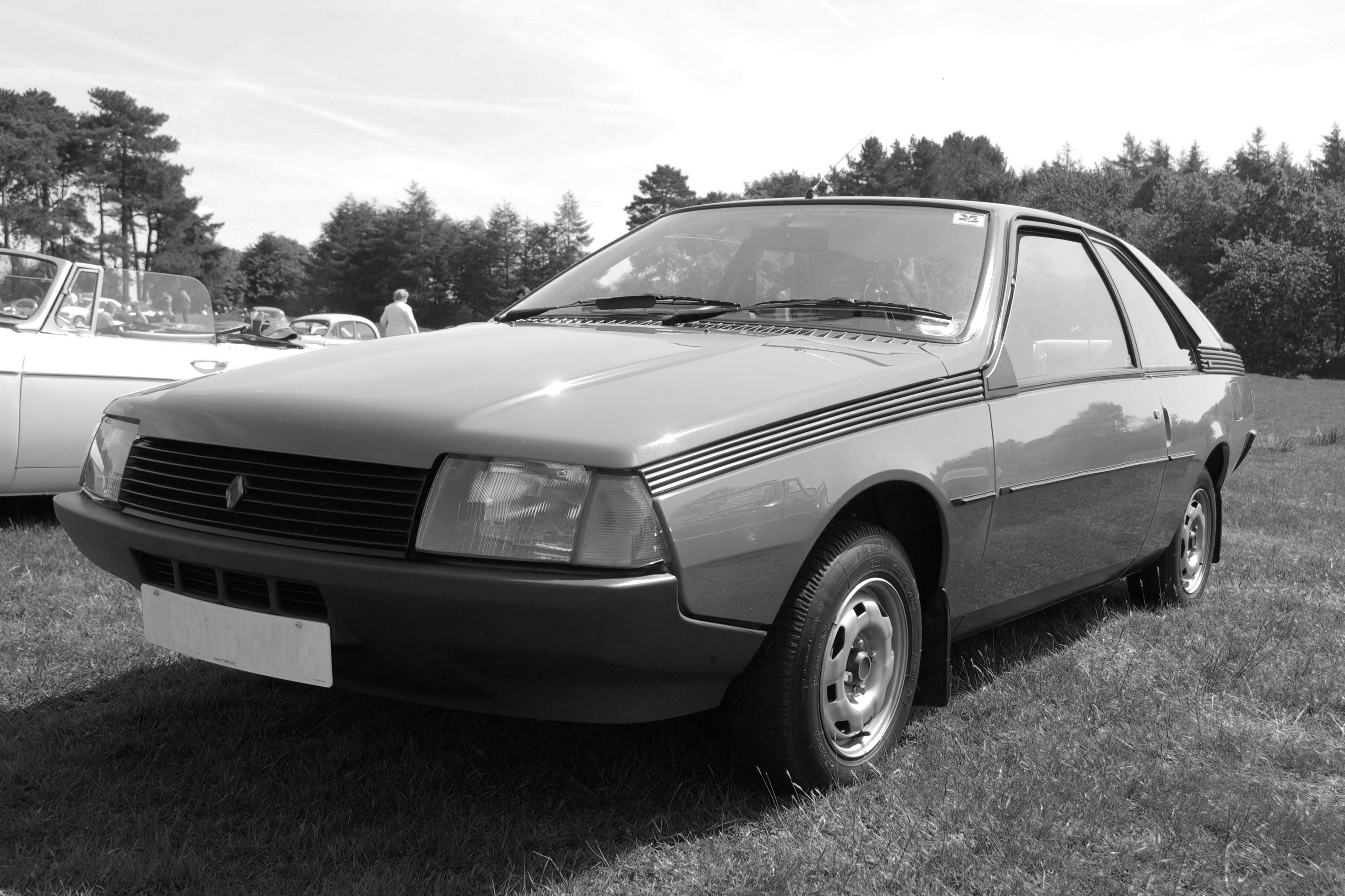
Renault Fuego, w filmie takim samochodem porusza się Stefan

Ceremonia pogrzebowa – polsko-brytyjski telewizyjny film obyczajowy z 1984 roku o kryzysie moralnym polskiej rodziny inteligenckiej.
Plenery: Skierniewice.

## Obsada
- Piotr Machalica – Jan Tarnowski, brat Stefana
- Anna Romantowska – Teresa, żona Jana
- Bogusław Linda – Stefan Tarnowski, starszy brat Jana
- Jadwiga Jankowska-Cieślak – Anna, była żona Stefana
- Małgorzata Pieczyńska – Małgorzata, studentka i kochanka Stefana
- Andrzej Szalawski – profesor Jan Nepomucen Tarnowski, ojciec Stefana i Jana (dubbing Tomasz Zaliwski)
- Barbara Ludwiżanka – gosposia Michasia Cendrowska
- Julia Kolberger – Joasia, córka Teresy i Jana
- Paweł Gruza – Paweł, syn Anny i Stefana
- Józef Pieracki – wuj Ksawery z Krakowa
- Olga Bielska – Helena, żona wuja Ksawerego
- Emilian Kamiński – Jancarz, były uczeń Jana, kochanek Teresy
- Zbigniew Sawan – ksiądz na pogrzebie
- Zbigniew Wodecki – skrzypek na pogrzebie
- Krzysztof Materna – dziennikarz przeprowadzający wywiad z profesorem
- Wiktor Grotowicz – notariusz

## Fabuła
Z Warszawy do prowincjonalnego, sennego miasteczka, na rodzinny pogrzeb ojca, przyjeżdża malarz Stefan. Zmarły - głowa rodu - był profesorem etyki, a jego silna, apodyktyczna osobowość odcisnęła piętno na wszystkich członkach rodziny. Dla świata zewnętrznego ojciec był autorytetem moralnym. Domem rodzinnym jest odizolowana willa z gosposią na odludziu. Stefan w młodości uciekł z domu, wybierając studia malarskie i sprzeciwiając się tym woli ojca. Stał się człowiekiem cynicznym. Młodszy Jan jest zakompleksionym nauczycielem historii w lokalnym liceum, człowiekiem pozostającym pod głębokim wpływem żony. Gdy Jan poznaje nową kobietę, buntuje się. Jednak tylko na chwilę.